# Эль-Кобре (Венесуэла)
Эль-Кобре (исп. El Cobre) — небольшой город в штате Тачира Венесуэлы.

## Климат
Климат в Эль-Кобре характеризуется как океанический.

## Известные уроженцы
- Хуан Перес Мора — венесуэльский супердолгожитель, старейший мужчина в мире с 18 января 2022 года по 2 апреля 2024 года.